# Aethomys nyikae
Aethomys nyikae es una especie de roedor de la familia Muridae.

## Distribución geográfica
Se encuentra en Angola, República Democrática del Congo, Malaui y Zambia.

## Hábitat
Su hábitat natural son: clima tropical o Clima subtropical, los bosques secos.